# Oživlé památky

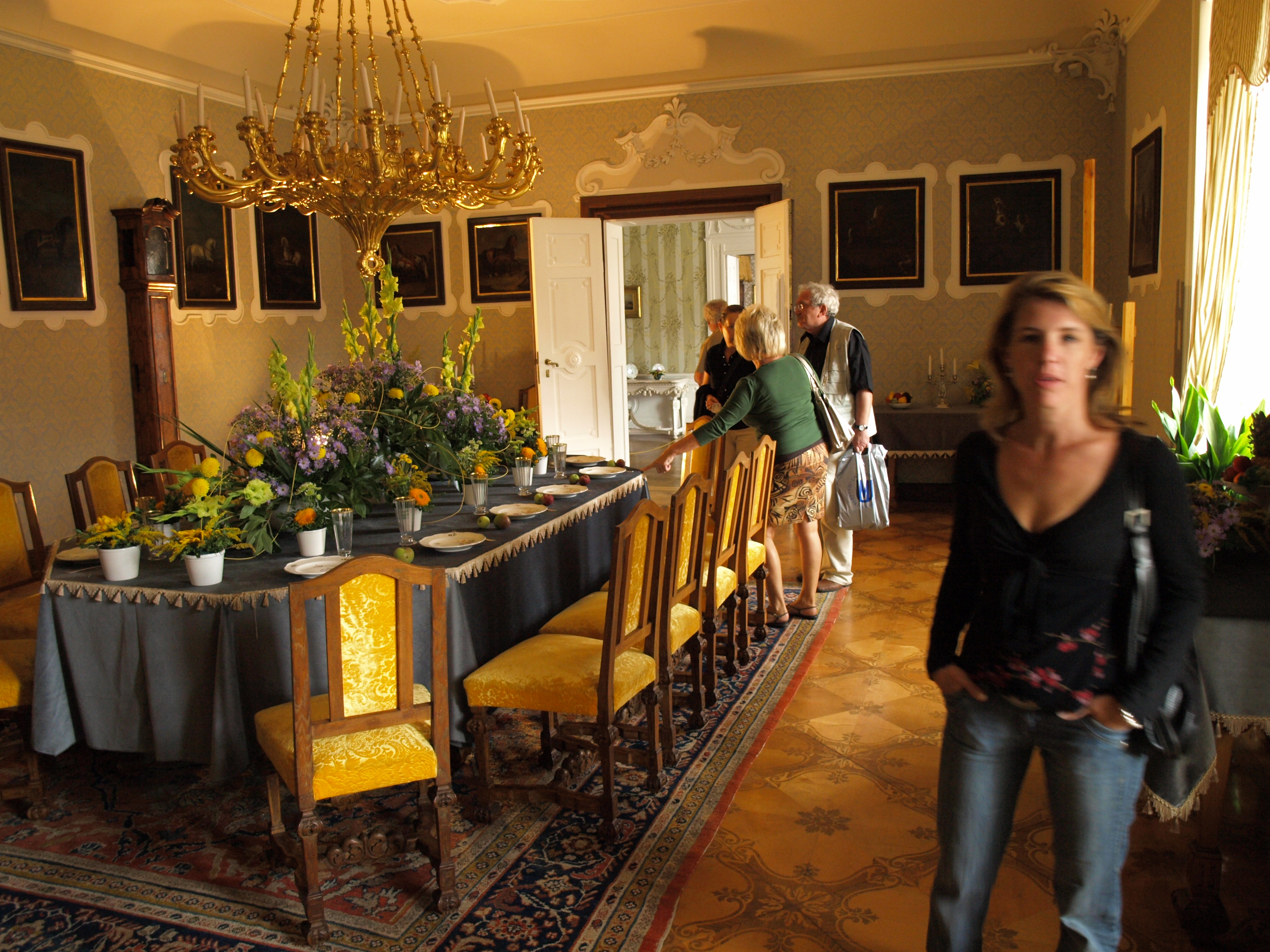
Květinová výstava na zámku Lysice

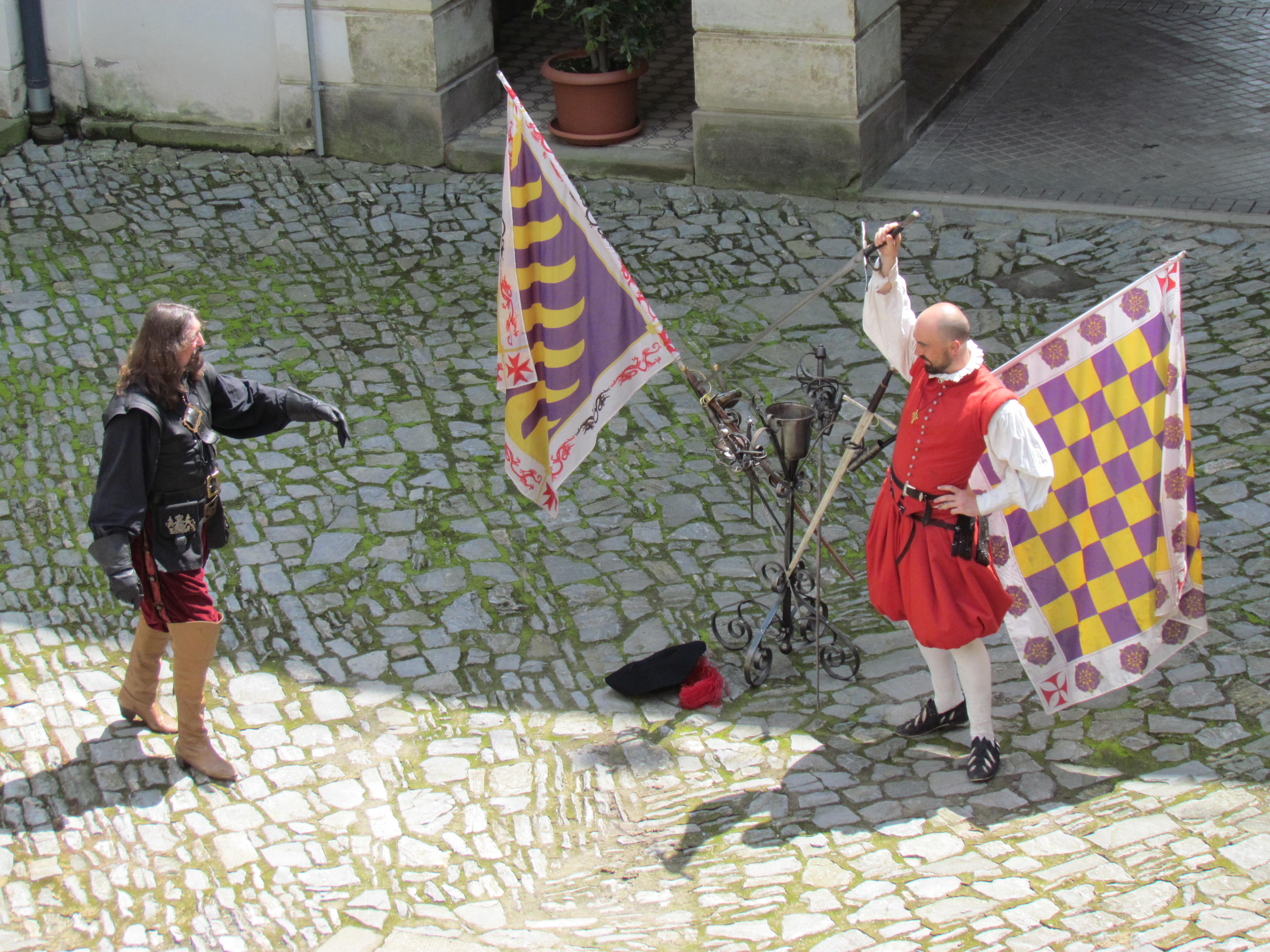
Ukázka šermu na státním zámku Lysice

Oživlé památky jsou projekt Národního památkového ústavu, který má za cíl ukázat památky v jeho správě jako místa, kde se stále něco děje a kam má smysl se vracet. Každý měsíc hlavní návštěvnické sezóny je věnován jinému tématu a na většině památkových objektů jsou pro návštěvníky připraveny akce na dané téma měsíce.

## Charakteristika projektu
Projekt vznikl v souladu s novou strategií NPÚ ve vztahu k veřejnosti v roce 2009. Akce pod touto hlavičkou byla na webu NPÚ centrálně prezentovány ještě v letech 2010, 2011 a 2012, správci některých objektů v nich pokračovali i v roce 2013. V roce 2014 byl již projekt prakticky mrtvý, na webu NPÚ nebyla prezentována žádná akce, například na webu hradu Karlštejna zůstala po celý rok 2014 informace, že „Témata projektu pro rok 2014 pro Vás připravujeme.“
Témata jsou vybírána dle charakteru objektů, na základě možností a fantazie správců objektů. Mohou to být prohlídky prostor pro návštěvníky jinak uzavřených, tzv. třinácté komnaty, nebo oživení zámeckých či hradních interiérů kostýmovanými osobami či divadelními hrami nebo nočními prohlídkami, vaření v historických kuchyních, ukázky historických řemesel nebo výstavy na téma restaurování a obnovy památek. Součástí jsou edukační programy pro školy. 